# Sędziszów
Sędziszów este un oraș în Polonia.